# Chėjacha
La Chėjacha (in russo Хэяха?) è un fiume della Russia siberiana occidentale, affluente di destra del Taz. Scorre nel Tazovskij rajon del Circondario autonomo Jamalo-Nenec.
Il fiume ha origine dalla confluenza dei due rami sorgentizi Pravaja Chėjacha e Levaja Chėjacha, nella sezione settentrionale del vasto bassopiano siberiano occidentale; scorre poi in direzione mediamente meridionale. La lunghezza del fiume è di 158 km; il bacino è di 2 020 km². Sfocia nel Taz a 163 km dalla foce.